# Marçac e Forchaval
Marsac-en-Livradois és un municipi francès situat al departament del Puèi Domat i a la regió d'Alvèrnia-Roine-Alps. L'any 2007 tenia 1.432 habitants.

## Demografia

### Població
El 2007 la població de fet de Marsac-en-Livradois era de 1.432 persones. Hi havia 610 famílies de les quals 192 eren unipersonals (72 homes vivint sols i 120 dones vivint soles), 181 parelles sense fills, 193 parelles amb fills i 44 famílies monoparentals amb fills.
La població ha evolucionat segons el següent gràfic:
Habitants censats

### Habitatges
El 2007 hi havia 891 habitatges, 628 eren l'habitatge principal de la família, 159 eren segones residències i 104 estaven desocupats. 825 eren cases i 66 eren apartaments. Dels 628 habitatges principals, 502 estaven ocupats pels seus propietaris, 114 estaven llogats i ocupats pels llogaters i 12 estaven cedits a títol gratuït; 4 tenien una cambra, 27 en tenien dues, 106 en tenien tres, 178 en tenien quatre i 313 en tenien cinc o més. 367 habitatges disposaven pel capbaix d'una plaça de pàrquing. A 246 habitatges hi havia un automòbil i a 286 n'hi havia dos o més.

### Piràmide de població
La piràmide de població per edats i sexe el 2009 era:
| Homes | Edats   | Dones |
| ----- | ------- | ----- |
| 0     | 95 o +  | 0     |
| 4     | 90 a 94 | 4     |
| 0     | 85 a 89 | 20    |
| 12    | 80 a 84 | 16    |
| 36    | 75 a 79 | 64    |
| 44    | 70 a 74 | 32    |
| 32    | 65 a 69 | 44    |
| 36    | 60 a 64 | 28    |
| 36    | 55 a 59 | 40    |
| 64    | 50 a 54 | 44    |
| 36    | 45 a 49 | 40    |
| 40    | 40 a 44 | 48    |
| 64    | 35 a 39 | 24    |
| 64    | 30 a 34 | 48    |
| 40    | 25 a 29 | 36    |
| 28    | 20 a 24 | 28    |
| 60    | 15 a 19 | 20    |
| 4     | 10 a 14 | 44    |
| 28    | 5 a 9   | 40    |
| 24    | 0 a 4   | 40    |

## Economia
El 2007 la població en edat de treballar era de 856 persones, 648 eren actives i 208 eren inactives. De les 648 persones actives 588 estaven ocupades (330 homes i 258 dones) i 60 estaven aturades (27 homes i 33 dones). De les 208 persones inactives 87 estaven jubilades, 47 estaven estudiant i 74 estaven classificades com a «altres inactius».

### Ingressos
El 2009 a Marsac-en-Livradois hi havia 646 unitats fiscals que integraven 1.471,5 persones, la mediana anual d'ingressos fiscals per persona era de 16.317 €.

### Activitats econòmiques
Dels 75 establiments que hi havia el 2007, 4 eren d'empreses extractives, 3 d'empreses alimentàries, 8 d'empreses de fabricació d'altres productes industrials, 18 d'empreses de construcció, 15 d'empreses de comerç i reparació d'automòbils, 3 d'empreses de transport, 8 d'empreses d'hostatgeria i restauració, 1 d'una empresa financera, 1 d'una empresa immobiliària, 4 d'empreses de serveis, 7 d'entitats de l'administració pública i 3 d'empreses classificades com a «altres activitats de serveis».
Dels 26 establiments de servei als particulars que hi havia el 2009, 1 era una oficina de correu, 2 tallers de reparació d'automòbils i de material agrícola, 1 paleta, 2 guixaires pintors, 5 fusteries, 3 lampisteries, 4 electricistes, 1 empresa de construcció, 3 perruqueries i 4 restaurants.
Dels 6 establiments comercials que hi havia el 2009, 1 era una botiga de menys de 120 m², 2 fleques, 2 carnisseries i 1 una botiga de roba.
L'any 2000 a Marsac-en-Livradois hi havia 47 explotacions agrícoles que ocupaven un total de 1.007 hectàrees.

## Equipaments sanitaris i escolars
El 2009 hi havia 1 farmàcia i 1 ambulància.
El 2009 hi havia una escola elemental.

## Poblacions més properes
El següent diagrama mostra les poblacions més properes.